# Ignacio Tuhuteru
Ignacio Tuhuteru (Zaandam, 23 augustus 1973) is een Nederlandse voormalig voetballer van Molukse afkomst die doorgaans als linksbuiten speelde. Hij is een neef van Simon Tahamata.

## Loopbaan
Tuhuteru kwam op zijn veertiende in de Ajax-jeugd. Hij speelde geregeld met het eerste team en was aanvoerder van het tweede team. Een echte doorbraak bleef echter uit. Hij speelde een seizoen op huurbasis voor RBC in de Eerste divisie.
In 1996 vertrok hij naar het Chinese Dalian Wanda waar hij een jaar speelde en waarmee hij landskampioen werd. Daarna speelde hij nog één seizoen bij Sembawang Rangers FC uit Singapore voor hij in Nederland bij FC Zwolle de beste periode uit zijn carrière meemaakte. Tuhuteru is in 2006 gestopt met betaald voetbal, maar speelde nog wel mee in het onofficiële Molukse elftal. Tot 2008 speelde hij bij de amateurs van Rohda Raalte in de Hoofdklasse.